# Каяби (язык)
Каяби́ (Caiabi, Kajabí, Kayabí, Maquiri, Parua) — индейский язык, относящийся к группе каяби подсемьи тупи-гуарани языковой семьи тупи, на котором говорит народ каяби, который проживает в районе рек Татуй и Телес-Пирес; на юге города Пара, в национальном парке Шингу, на севере штата Мату-Гросу в Бразилии. У каяби в настоящее время низкая жизнеспособность вне национального парка Шингу, и высокая жизнеспособность в парке, где проживает 80% каяби. В парке Шингу почти все двуязычны (родной и португальский языки), и многие, живущие вне парка Шингу, не говорят на языке каяби (Crevels 2007).